# Copa Governador de Mato Grosso de 2011
A Copa Governador de Mato Grosso de 2011 foi um torneio de futebol realizado pela Federação Matogrossense de Futebol (FMT) de 10 de Setembro até 11 de Novembro. Foi disputada por 10 times, devido às desistências do CA Campoverdense e do Rondonópolis. O Luverdense ganhou o torneio pela 3ª vez (tinha vencido em 2004 e 2007) e se classificou à Copa do Brasil de 2012.

## Formato
Na primeira fase, as dez equipes foram divididas em três grupos: 2 com 3 equipes cada e 1 com 4 equipes. Jogaram em turno e returno, todos contra todos dentro do próprio grupo. Os três primeiros colocados e o melhor segundo colocado avançaram às semifinais, em jogos de ida e volta. Os dois vencedores foram às finais, disputadas também em jogos de ida e volta, de onde saiu o campeão.

## Critérios de desempate

### 1ª Fase
1. Maior número de vitórias
2. Maior saldo de gols
3. Maior número de gols pró (marcados)
4. Maior número de pontos no confronto direto
5. Maior saldo de gols no confronto direto
6. Sorteio

### Fases finais
1. Maior número de pontos
2. Maior saldo de gols
3. Disputa de pênaltis

## Equipes participantes
| Equipe      | Cidade             | Estádio          | Capacidade | Títulos        |
| ----------- | ------------------ | ---------------- | ---------- | -------------- |
| Cuiabá      | Cuiabá             | Dutrinha         | 3 500      | 2 (2004)       |
| Luverdense  | Lucas do Rio Verde | Passo das Emas   | 4 000      | 1 (2009)       |
| Mixto       | Cuiabá             | Dutrinha         | 3 500      | 24 (2008)      |
| Operário    | Várzea Grande      | Dutrinha         | 3 500      | 14 (2006)      |
| Palmeiras   | Cuiabá             | Dutrinha         | 3 500      | 2 (2004)       |
| Primavera   | Primavera do Leste | Cerradão         | 4 000      | 0 (não possui) |
| Serra       | Tangará da Serra   | Mané Garrincha   | 5 000      | 2 (1993)       |
| Sinop       | Sinop              | Gigante do Norte | 13 000     | 3 (1999)       |
| União       | Rondonópolis       | Caldeirão        | 18 000     | 1 (2010)       |
| Vila Aurora | Rondonópolis       | Caldeirão        | 18 000     | 1 (2005)       |

## Primeira fase

### Grupo A
| 1 | Luverdense | 12 | 4 | 4 | 0 | 0 | 13 | 0  | +13 |
| 2 | Serra      | 2  | 4 | 0 | 2 | 2 | 4  | 9  | -5  |
| 3 | Sinop      | 2  | 4 | 0 | 2 | 2 | 4  | 12 | -8  |

|  |                                 |
|  | Classificado para as semifinais |